# 倉地百汲
倉地 百汲（くらち ひゃっきゅう）は、越後の俳諧の指導者・宗匠。19世紀の人。旗本・牧野家6000石の用人。
倉地家は、信濃小諸藩主（城主）牧野家の用人・倉地氏の庶流であったが、越後三根山に陣屋を持っていた6000石の旗本牧野家家臣団において、山本氏・神戸氏と並ぶ家禄100石級の門閥の家柄であった。
倉地氏は、牧野家が戦国時代に三河国宝飯郡（現、豊川市）の牛久保城主であった頃から仕えた古参の出自を持っていた。
倉地百汲は、25歳で家老であった父から家督を相続して、三根山牧野家では家老に次ぐ重臣である用人となった。しかし、世を儚んで30歳で隠居し、俳諧師として西国を数年間旅行して歩いた。
越後長岡藩主（城主）牧野家は、三根山牧野家の本家（本藩）にあたるが、その長岡城下の興国寺に1858年（安政5年）滞在して永住した。
多くの門人を育て、代表的な門人に真砂女がいる。
元治元年（1864年）には、真砂女、片山翠谷（2代目）とともに「悠久山奉額句合」の選者を務めた。江戸時代後期には江戸では、一定以上の教養を持つ町人・武士の間で、俳諧が流行していたが、越後にもこれが及んでいたことがわかる。
三根山牧野家は、幕末の1863年に新田開墾分5000石を打ち出して諸侯となり、無城大名に列した。
一部の解説によると、倉地百汲の父は、三根山藩の家老であったとするが、これは誤りである。倉地百汲が隠居した年でさえ、三根山牧野家はまだ大名に昇格していない。